# What is Art?
『What is Art?』（ワット・イズ・アート?）は、日本の音楽ユニット・Reborn-Art Session（櫻井和寿 小林武史）の配信限定シングル。2017年7月21日にトイズファクトリーより発売された。

## 背景
2017年7月22日から9月10日までの全51日間、宮城県石巻市を中心に『Reborn-Art Festival 2017』が開催された。これは「再生」をテーマとした「音楽」「アート」「食」の総合芸術祭で、小林武史が実行委員長を務めた。本芸術祭のコンセプトソングとして制作された楽曲が「What is Art?」である。制作の経緯について、小林は昨年プレイベントとして開催された野外音楽フェスティバル『Reborn-Art Festival × ap bank fes 2016』について触れたうえで、次のように発言している。
| 「                                            | 去年はオープニングに「to U」と石巻の伝統芸能のミックスしたものに、SUGIZOくんのような震災に深くコミットしてきたアーティストとのコラボレーションを加えることで、僕らのひとつの大きな意思表明のような表現になっていたと思います。それが今年、芸術祭も行われる”本祭”として何が必要なのかと考えたときに、やはり音楽側としてのアイコンというだけでなくてもっとアートを巻き込んだもの、しかもそれがきっとアグレッシヴな形で象徴になるような曲として必要だと思ったんです | 」 |
| —小林武史（「What is Art?」制作レポートより） | |    |

## 制作
本楽曲は作詞を櫻井和寿と小林武史が、作曲および編曲を小林が担当。小林が楽曲の方向性を櫻井に伝えたところ、その日の夜に櫻井から「言葉のデッサン」が届き、それを小林が並べ替えたり付け加えたりして歌詞が制作された。その後小林がメロディや楽曲構成を作り、わずか3時間ほどで楽曲のおおよそを完成させたという。櫻井の「言葉のデッサン」について、小林は「それは一目見ただけで、こちらが考えていたことがきちんと伝わってたことがすぐにわかったし、櫻井くんがどう感じてその歌詞の断片を書いたかも伝わってきた。だからそこからのスピードはめちゃくちゃ速かった」と語っている。

## 音楽性
本楽曲は、鼻歌から作ってゆくような邦楽的なものではなく、大サビを除きイントロから全て4つのコード進行だけで構成されるという洋楽的な作りの楽曲となっている。また、櫻井和寿のボーカルにオートチューンのエフェクトがかけられている。本楽曲について、小林武史は「新しいことをやりたかったというよりも、1990年代へのオマージュのような感じがありました。櫻井くんと共通する音楽とアートということをロック的に捉えると、ああいった感じになるんです」と語っている。また、小林は「捉え方は人それぞれなんだという歌でもあります」とも発言している。

## リリース・プロモーション
本作はBank Band名義ではなく「Reborn-Art Session（櫻井和寿 小林武史）」名義でのリリースとなった。「Reborn-Art Session」とは、Reborn-Artを通じて様々なアーティストとセッションするために作られたプロジェクトの名前で、メンバーは固定されていない。ただし、2017年7月28日 - 30日に国営みちのく杜の湖畔公園で開催された野外音楽フェスティバル『Reborn-Art Festival 2017 × ap bank fes』ではBank Bandとして本楽曲がライブ初披露されたほか、Bank Bandのベスト・アルバム『沿志奏逢4』にも本楽曲が収録されている。
本作の収益は、すべて『Reborn-Art Festival』の復興支援に充当される。
2018年6月14日よりBank Bandの全楽曲のダウンロード・サブスクリプション配信がスタートしたことに伴い、本作のサブスクリプション配信も開始された。

## 収録曲
1. What is Art? [6:24]
  - 作詞：櫻井和寿・小林武史 / 作曲・編曲・プロデュース：小林武史

総合芸術祭『Reborn-Art Festival 2017』コンセプトソング[2]。
ミュージック・ビデオが制作されており、ap bankの公式YouTubeチャンネルで公開されている。監督は袴田晃司 (bloomotion) が務めた[16]。「アートと音楽と食、自然と街、破壊と再生など、異なる世界を深層で繋いでいくこと」がテーマとなっており[2]、櫻井と小林も出演している。『Reborn-Art Festival 2017』では、リボーンアート・ハウス（旧石巻港湾病院）で展示されたインスタレーション『D・E・A・U』において本映像が使用されており、これは小林とビジュアルデザインスタジオ・WOW、アーティストユニット・DAISY BALLOONがコラボレートした作品となっている[4][17]。
2018年4月4日発売の小林武史のプロデュース作品を集めたアルバム『Takeshi Kobayashi meets Very Special Music Bloods』で初CD化された[18]。

## 参加ミュージシャン
- 櫻井和寿：Vocal
- 小林武史：Keyboards & Programming
- 安達練：Programming

## 収録アルバム
- 『Takeshi Kobayashi meets Very Special Music Bloods』
- 『沿志奏逢4』 - アレンジが変更されている。